# Сэнгер, Маргарет
Маргарет Хиггинс Сэнгер (встречаются также варианты транскрипции Зангер, Санджер, Сэнджер) Сли (англ. Margaret Higgins Sanger Slee, 14 сентября 1879 — 6 сентября 1966) — американская активистка, основательница «Американской лиги контроля над рождаемостью» (англ. American Birth Control League). Сэнгер открыла в США первую клинику, занимавшуюся контролем рождаемости, и основала «Международную ассоциацию планирования семьи». Активная сторонница и пропагандистка контрацепции, негативной евгеники и идей контроля над рождаемостью. Внесла вклад в знаковое судебное разбирательство в Верховном суде США, которое легализовало контрацепцию в США. Её молодость прошла в Нью-Йорке, где она сотрудничала с такими общественными деятелями, как Эптон Синклер и Эмма Гольдман. В 1914 году она выступила против абортов, совершаемых в домашних условиях, и начала публиковаться в ежемесячной газете «Женский бунт» (The Woman Rebel), в которой она впервые использовала термин «контроль рождаемости».
В 1916 году Сэнгер открыла первую в США клинику по регулированию рождаемости, что привело к её аресту за распространение информации о контрацепции. Её последующие выступления получили огромную поддержку в обществе. Сэнгер считала, что так как женщины стали занимать равное положение в обществе с мужчинами, они в состоянии сами принимать решение о рождении детей.
В 1921 году Сэнгер основала «Американскую лигу контроля над рождаемостью» (American Birth Control League), которая впоследствии стала называться «Американской федерацией планирования семьи» (Planned Parenthood Federation of America). В Нью-Йорке Сэнгер открыла первую клинику по контролю рождаемости, где имелись женские врачи всех специальностей, а также клинику в Гарлеме, персонал которой был полностью набран из афроамериканцев. В 1929 году она сформировала Национальный комитет Федерального законодательства по регулированию рождаемости (National Committee on Federal Legislation for Birth Control), что послужило отправной точкой для начала её попыток легализовать регулирование рождаемости в США. С 1952 по 1959 год Сэнгер была президентом Международной федерации планирования семьи.
Сэнгер умерла в 1966 году, приобретя широкую известность как основатель современного движения контроля над рождаемостью.
Родила двух детей Гранта и Стюарта.

## Биография

### Молодость
Маргарет Хиггинс родилась в Конинге, штат Нью-Йорк. Мать Маргарет, Анна Персел Хиггинс была убеждённой католичкой. 18 раз она была беременной (11 рождённых детей) в течение 22 лет перед тем, как умерла в возрасте 45 лет от туберкулёза и рака шейки матки. Отец Маргарет, Майкл Хеннеси Хиггинс, был атеистом и активистом движения за равноправие женщин и бесплатное народное образование. Маргарет была шестой из одиннадцати детей, и провела большую часть своей юности, помогая матери по домашнему хозяйству и в воспитании её младших братьев и сестер.
Сёстры Маргарет оплачивали её обучение в Колледже Клэйверика, при пансионе Клэйверика, штат Нью-Йорк в течение двух лет. Она вернулась домой в 1896 году по просьбе её отца для ухода за больной матерью, которая умерла 31 марта 1899 года. К концу столетия мать одного из её друзей из Клаверика предложила ей работать в госпитале в Уайт Плейнс, предместье Нью-Йорка. В 1902 году Маргарет Хиггинс вышла замуж за архитектора Уильяма Сэнгера и переехала с ним в Нью-Йорк. Маргарет Сэнгер заразилась туберкулезом в результате ухода за своей больной матерью и во время работы в госпитале, и Сэнгеры переехали в Саранак, штат Нью-Йорк.

### Общественная деятельность
В 1912 году, после того, как их дом в Гастингсе-на-Гудзоне сгорел, семья Сэнгеров снова переехала в Нью-Йорк, где Маргарет начала работать медсестрой в Ист-Сайде на Манхэттене. Маргарет и Уильям погрузились в радикальную богемную культуру, которая процветала в Гринвич-Виллидж и были вовлечены в среду местных интеллектуалов, артистов и активистов, таких как Джон Рид, Эптон Синклер, Мэбел Додж и Эмма Гольдман. Вдохновленная таким окружением, она написала серии статей по половой гигиене, озаглавленные как «Что должна знать каждая мать» и «Что должна знать каждая девушка» для социалистического журнала «Нью-Йоркский призыв» (New York Call).
С 1914 года Сэнгер начала выпускать газету «Женский бунт» (The Woman Rebel), восьмистраничную газету, пропагандирующую контрацепцию, используя слоган «Нет богов, нет хозяев» («No Gods, No Masters»). Сэнгер, сотрудничая с друзьями-анархистами, ввела термин «контроль над рождаемостью» (birth control) как более искреннюю альтернативу эвфемизму «ограничение семьи» (family limitation) и объявила, что «каждая женщина должна стать абсолютной хозяйкой своего тела». Одной из целей издания «Женского бунта» было спровоцировать общественный резонанс против законов, запрещающих распространение информации о контрацепции. Сэнгер также хотела опубликовать книгу, которая напрямую расскажет о методах контрацепции (в отличие от «Женского бунта», где контрацепция обсуждалась ненапрямую), информация о которых была собрана преимущественно из европейских изданий, и опубликовала памфлет «Ограничение семьи» (Family Limitation), прямо нарушавший «законы Комстока». «Законы Комстока» запрещали пересылку по почте материалов, содержащих информацию, признанную непристойной. К таковой относилась, в частности, информация о противозачаточных средствах, сами противозачаточные средства и информация об абортах.
Её цель была достигнута, когда она была осуждена в августе 1914 года, но обвинители сосредоточили своё внимание на статьях «Женского бунта», где Сэнгер больше писала о политических убийствах и браках, чем о контрацепции. Опасаясь быть заключённой в тюрьму, где она лишилась бы возможности бороться за контроль над рождаемостью, она переехала в Англию под чужим именем Берта Ватсон во избежания ареста. Пока Сэнгер жила в Европе, муж её распространял копии «Ограничения семьи» (Family Limitation) в качестве нелегального почтового служащего, в результате чего был заключён в тюрьму на 30 дней. Во время отсутствия Сэнгер в США на родине росла её поддержка, и в октябре 1915 она вернулась в Штаты. Известный адвокат Клэренс Дэрроу предложил выступить в защиту Сэнгер бесплатно, но, опасаясь давления общественности, правительство снизило цены в начале 1916.

### Движение за регулирование рождаемости.
В Европе был более либеральный взгляд на контрацепцию, чем в США, и когда Сэнгер посетила Голландскую клинику по контролю рождаемости в 1915 году, изучая диафрагму, она убедилась, что это более эффективное средство контрацепции, чем суппозитории, и у неё родилась идея, что она могла бы распространять их на территории США Диафрагм не было в США, и Сэнгер со своими сторонниками начала их импортировать из Европы в нарушение законов.
В 1916 году Сэнгер опубликовала статью «Что должна знать каждая девушка» (What Every Girl Should Know), которая затрагивала такие темы, как менструация и сексуальность. В 1917 году она начала публиковать ежемесячное издание «Обзор контроля над рождаемостью» (The Birth Control Review).
16 октября 1916 года Сэнгер открыла клинику планирования семьи и контроля над рождаемостью на улице Амбой 46 в предместье Браунсвилль в Бруклине, первую в своём роде на территории США. Через девять дней после открытия клиники Сэнгер была арестована за нарушение законов штата Нью-Йорк, запрещавшего распространение контрацептивов, суд состоялся в январе 1917 года. Она была осуждена, и судья предложил вынести более мягкий приговор, если она даст обещание не нарушать закон снова, на что Сэнгер ответила: «Я не могу уважать закон, существующий сегодня». Она была приговорена к 30 дням исправительных работ. Первая апелляция была отклонена, второй суд состоялся в 1918 году, и движение по контролю над рождаемостью одержало победу, когда судья Нью-Йоркского Апелляционного суда Фридерик Крэйн издал закон, разрешающий врачам предписывать контрацепцию. Показательность, которая окружала арест Сэнгер, её суд, повторное рассмотрение дела, способствовала повышению активности движения по контролю над рождаемостью. Движение заслужило поддержку множества добровольцев, которые поддержали Сэнгер и явились для неё надёжной поддержкой в будущем.
Сэнгер отдалилась от своего мужа в 1913 году, официальный развод состоялся в 1921 году. Во время разрыва отношений с мужем она имела связи с Эллисом Хэвлоком и Г. Уэллсом. В 1922 году Сэнгер вышла замуж за нефтяного магната Ноа Сли (Noah Slee) и оставалась в этом браке до 1943 года. Капитал Сли помог Сэнгер осуществлять свою деятельность.

### Американская Лига контроля над рождаемостью.
В 1921 году Сэнгер основала Американскую Лигу контроля над рождаемостью (American Birth Control League) с целью расширения числа своих сторонников, включая средний класс. Основополагающими принципами Американской Лиги контроля над рождаемостью были следующие:
 Мы хотим чтобы дети 1) были зачаты по любви; 2) рождены матерью по осознанному желанию; 3) для их рождения были бы обеспечены условия здоровой наследственности. Таким образом, мы стоим за то, что каждая женщина должна обладать силой и свободой предотвратить зачатие за исключением случаев, когда эти условия будут удовлетворены.
После того, как Сэнгер обнаружила, что закон освободил врачей от запрета на распространение контрацепции для женщин, если она предписана по медицинским показаниям, в 1923 году она основала Клиническое Исследовательское Бюро (Clinical Research Bureau), используя данную лазейку в законе. Клиническое Исследовательское Бюро стало первой легальной клиникой по регулированию рождаемости в США, и оно было полностью укомплектовано женским персоналом врачей и социальных работников. Клиника получала финансирование от семьи Рокфеллеров, которые продолжали финансирование дела Сэнгер в течение десятилетия, однако делали это анонимно во избежание общественного взрыва против их фамилии.

В 1922 году Сэнгер совершила поездки в Китай, Корею и Японию. Впоследствии, работая с Перл Бак, открыла клинику планирования семьи в Шанхае. Сэнгер посещала Японию шесть раз, сотрудничая с японской феминисткой Сидзуэ Като, продвигая идею регулирования рождаемости.
В 1926 году Сэнгер читает лекцию по контролю над рождаемостью для женского отделения Ку-клукс-клана в Силвер-Лэйк (Silver Lake), штат Нью-Джерси. Она вспоминает это событие, как «один из самых причудливых экспериментов, своих выступлений» и добавляет, что она использовала только «наипростейшие термины, понятные даже для ребёнка». Выступление Сэнгер было хорошо воспринято группой, и в результате «были получены предложения от дюжины подобных групп».
В 1928 году возник конфликт в руководстве движения по регулированию рождаемости, который привел Сэнгер к отказу от должности президента Американского Бюро регулирования рождаемости и, будучи главой Клинического Исследовательского Бюро, она переименовала его в Клиническое Исследовательское Бюро по регулированию рождаемости, было положено начало расколу в движении, продолжавшемуся до 1938 года.
Сэнгер много работала с общественностью. Начиная с 1916 года, она часто выступала в церквях, женских клубах, домах, театрах — для рабочих, священнослужителей, либералов, социалистов, ученых и женщин-представительниц высшего класса.
В 1920-х годах она написала несколько книг, которые имели общенациональное значение для продвижения идеи регулирования рождаемости. Между 1920 и 1926 годами был продан тираж в 567000 экземпляров книг «Женщина и новая раса» (Woman and the New Race) и «Поворот цивилизации» (The Pivot of Civilization).

### Эра планирования семьи
В 1929 году Сэнгер основала Национальный Комитет федерального законодательства по контролю над рождаемостью в целях лоббирования в законодательстве отмены ограничений на контрацепцию. Эта попытка потерпела неудачу, тогда Сэнгер в 1932 году заказала диафрагму в Японии с целью провоцировать решающую битву в судах. Диафрагма была конфискована правительством США, и последующая тяжба Сэнгер с законодательством привела в 1936 году к решению суда, отменившего закон Комстока, запрещавший врачам использовать контрацептивы. Эта победа в суде послужила причиной того, что в 1937 году Американская Медицинская Ассоциация приняла контрацепцию в качестве обычной медицинской услуги и ключевого компонента программы медицинской школы..
Эта победа в суде в 1936 году была кульминацией в борьбе Сэнгер за контроль над рождаемостью и дала ей возможность в возрасте 50 лет переехать в Тусон, штат Аризона, где она уже старалась играть менее важную роль в движение за контроль над рождаемостью. Вопреки своим намерениям, она оставалась в активе движения до 1950-х годов.
В 1937 году Сэнгер становится председателем только что созданного Американского совета по контролю над рождаемостью (Birth Control Council of America) и пытается уничтожить раскол между Американским Бюро по контролю над рождаемостью и Клиническим Исследовательскоим Бюро по контролю над рождаемостью. Её попытка увенчалась успехом, и две организации объединились в 1939 году как Американская Федерация по контролю над рождаемостью (Birth Control Federation of America). Несмотря на то, что Сэнгер продолжила работу в качестве президента, она более не обладала той властью, которую имела в годы зарождения движения, и в 1942 году более консервативные силы организации переименовали её в Американскую Федерацию Планирования Семьи (Parenthood Federation of America), имя, против которого Сэнгер возражала, как против слишком эвфемистического.
В 1946 году Сэнгер основала Международный Комитет Планирования Семьи (International Committee on Planned Parenthood), в 1956 году преобразованный в Международную Ассоциацию Планирования Семьи, вскоре ставшую крупнейшей в мире международной неправительственной организацией по планированию семьи. Сэнгер была первым президентом организации и занимала эту должность до 80-летнего возраста..
В начале 1950-х Сэнгер одобрила филантропа Кэтрин Мак-Комик в её намерении субсидировать биолога Грегори Пинкуса для разработки противозачаточных таблеток.

### Наследие Сэнгер
Сэнгер умерла в 1966 году от острой сердечной недостаточности в Тусоне, штат Аризона, в возрасте 86 лет, в год, отмеченный пиком её 50-летней карьеры: Верховный Суд США по делу Грисвольда против Коннектикута легализовал контроль над рождаемостью..
Сэнгер похоронена в Фишкилле, рядом со своей сестрой Нана Хиггинс и своим вторым мужем Ноа Сли.
История Сэнгер была написана многими биографами, среди которых биография, написанная Дэвидом Кеннеди (David Kennedy) в 1970 году, за которую была присуждена премия. Было снято несколько фильмов, включая «Выбор сердца: История Маргарет Сэнгер».
Труды Сэнгер хранятся в двух университетах: и Колледже Смита.
Правительство и другие организации увековечили имя Сэнгер названием её именем нескольких объектов, таких как жилой комплекс Университета Стоуни-Брук, читальный зал библиотеки Колледжа Уэллесли (Wellesley College’s), и сквер Маргарет Сэнгер в Гринвич-Виллидж в Нью-Йорке. В 1993 году клиника Маргарет Сэнгер (Margaret Sanger Clinic), где она начала предоставлять услуги по контролю над рождаемостью в Нью-Йорке в середине двадцатого столетия была отмечена как национальная достопримечательность Национальной Парковой службой.. В 1966 году Международная Ассоциация Планирования Семьи стала присуждать ежегодную премию имени Маргарет Сэнгер «личности, отличившейся и признанной лидером в борьбе за репродуктивное здоровье и репродуктивные права». Премией были награждены Джон Д. Рокфеллер III, Кэтрин Хепбёрн, Джейн Фонда, Хиллари Клинтон и Тэд Тёрнер.
Движение За Право на Жизнь часто обвиняет Сэнгер за отношение к здоровью матери и критикует её взгляды на расу, аборты и евгенику.

## Взгляды и мнения

### Сексуальность
Во время путешествия по Европе в 1914 году Сэнгер познакомилась с Хэвлоком Эллисом (Havelock Ellis), психологом, написавшим много работ о сексуальности Под влиянием Эллиса, Сэнгер отвергла взгляд Фрейда на сексуальность в обмен на взгляд Эллиса, считавшего, что сексуальность — это мощная, освобождающая сила.. Это дало Сэнгер ещё один аргумент в поддержку контроля над рождаемостью: женщинам необходимо реализовывать важнейшую психологическую потребность в удовлетворении сексуальных желаний, не опасаясь нежелательной беременности Сэнгер также верила в то, что сексуальность будет обсуждаться с большей искренностью.

### Евгеника
Сэнгер считала, что как контроль над рождаемостью, так и пропаганда евгеники «ведут расу по пути уничтожения неполноценных» («assist the race toward the elimination of the unfit»). Сэнгер была сторонником негативной евгеники, социальной философии, заявляющей, что наследственные черты человека могут быть улучшены через социальное вмешательство. Сэнгер предлагала решать проблемы евгеники через жёсткую иммиграционную политику, свободное использование методов контроля над рождаемостью, полное право на планирование семьи для свободно-разумных и обязательную сегрегацию или стерилизацию для умственно отсталых.
В книге «Стержень цивилизации» (The Pivot of Civilization) Сэнгер выступает за насильственное предотвращение порождения потомства у «явно слабоумных». Выступая в поддержку негативной евгеники, Сэнгер утверждает, что сама по себе евгеника не эффективна, и только с помощью установления контроля над рождаемостью может достичь своих целей.
Сэнгер также считала, что жители бедных районов, «которые в силу своей животной природы размножаются, как кролики, и скоро могли бы перейти границы своих районов или территорий, и тогда заразить лучшие элементы общества болезнями и низшими генами», должны подлежать естественному отбору.

Службы по материнству для женщин в нищенских районах вредны для общества и для расы. Милосердие только и делает, что удлиняет нищету неприспособленных— Maргарет Сэнгер, The Pivot of Civilization, 1922.
Наряду с политикой евгеники, Сэнгер поддерживала жёсткую иммиграционную политику. В «Плане мира» («A Plan for Peace») она предложила создать в Конгрессе департамент, занимающийся проблемами населения. Она также предлагала, чтобы иммиграционная политика исключила «это состояние, известное как приносящее убыток жизнеспособности расы», а также стерилизацию и сегрегацию для людей, больных неизлечимыми наследственными заболеваниями.

### Раса
Сэнгер считала, что светлокожая раса имеет превосходство перед «цветными» расами, предлагая принудительную стерилизацию для тех, кого считала непригодным для воспроизводства. Например, в своём журнале «Обзор контроля над рождаемостью» за апрель 1933 г. она посвятила целый выпуск стерилизации. Причём «непригодными для воспроизводства» считались не только представители определённых рас и национальностей (негры, евреи, иммигранты из Южной Европы, славяне), но и лица с «низким коэффициентом умственного развития». В 1929 году Джеймс Х. Хаберт, чернокожий социальный работник и лидер Нью-Йоркской Городской Лиги (Urban League) попросил Сэнгер открыть клинику в Гарлеме.
В 1930 году Сэнгер, использовав средства фонда Джулиуса Розенвальда, открыла клинику, укомплектованную афроамериканскими врачами. Клиника управлялась совещательной коллегией из пятнадцати членов, которые были афроамериканскими врачами, медсёстрами, клерками, журналистами и социальными работниками. Клиника рекламировалась в афроамериканской прессе и в афроамериканских церквях.
С 1939 по 1942 годы Сэнгер была почётным делегатом с (Birth Control Federation of America), играя руководящую роль, наряду с Мэри Ласкер (Mary Lasker) и Кларенс Гамбла (Clarence Gamble), участвуя в «Чёрном Проекте» (Negro Project) — попытке установить контроль над рождаемостью для бедных афроамериканцев. Для его осуществления было привлечено несколько чернокожих священников, которые ездили по югу США и проповедовали контроль над рождаемостью среди афроамериканцев. Её взгляды  на расовую позицию совпадали со взглядами расистов и национал-социалистов.

### Аборты
Сэнгер была сторонницей планирования семьи любыми методами, что очень подробно описывается в её книге «Woman and the New Race». Сэнгер прямо пишет: «Самое милосердное, что большая семья может сделать для своего младенца — это убить его». Она отмечает, что аборты более вредны для здоровья матери, чем контрацепция, но считает, что женщина должна принимать любые меры, чтобы ограничить количество своих детей ради своего стремления к свободе и ради защиты уже имеющихся детей.

## Работы
Книги и памфлеты
- What Every Mother Should Know — Originally published in 1911 or 1912, based on a series of articles Sanger published in 1911 in the New York Call, which were, in turn, based on a set of lectures Sanger gave to groups of Socialist party women in 1910-11.[80] Multiple editions published through the 1920s, by Max N. Maisel and Sincere Publishing, with the title What Every Mother Should Know, or how six little children were taught the truth …. Online (1921 edition, Michigan State University)
- Family Limitation — Originally published 1914 as a 16 page pamphlet; also published in several later editions. Online (1917, 6th edition, Michigan State University)
- What Every Girl Should Know — Originally published 1916 by Max N. Maisel; 91 pages; also published in several later editions. Online (1920 edition); Online (1922 ed., Michigan State University)
- The Case for Birth Control: A Supplementary Brief and Statement of Facts — May 1917, published to provide information to the court in a legal proceeding. Online (Google Books)
- Woman and the New Race, 1920, Truth Publishing, forward by Havelock Ellis. Online Архивная копия от 13 марта 2007 на Wayback Machine (Harvard University); Online (Project Gutenberg); Online (Google Books)
- Debate on Birth Control — 1921, text of a debate between Sanger, Theodore Roosevelt, Winter Russell, George Bernard Shaw, Robert L. Wolf, and Emma Sargent Russell. Published as issue 208 of Little Blue Book series by Haldeman-Julius Co. Online (1921, Michigan State University)
- The Pivot of Civilization, 1922, Brentanos. Online (1922, Project Gutenberg); Online (1922, Google Books)
- Motherhood in Bondage, 1928, Brentanos. Online (Google books).
- My Fight for Birth Control, 1931, New York: Farrar & Rinehart
- An Autobiography (неопр.). — New York, NY: Cooper Square Press, 1938. — ISBN 0-8154-1015-8.

Периодические издания
- The Woman Rebel — Seven issues published monthly from March 1914 to August 1914. Sanger was publisher and editor.
- Birth Control Review — Published monthly from February 1917 to 1940. Sanger was Editor until 1929, when she resigned from the ABCL.[81] Not to be confused with Birth Control News, published by the London-based Society for Constructive Birth Control and Racial Progress.

Сборники и антологии
- Sanger, Margaret, The selected papers of Margaret Sanger, Volume 1: The Woman Rebel, 1900—1928, Esther Katz, Cathy Moran Hajo, Peter Engelman (Eds.), University of Illinois Press, 2003
- Sanger, Margaret, The selected papers of Margaret Sanger, Volume 2: Birth Control Comes of Age, 1928—1939, Esther Katz, Cathy Moran Hajo, Peter Engelman (Eds.), University of Illinois Press, 2007
- Sanger, Margaret, The selected papers of Margaret Sanger, Volume 3: The Politics of Planned Parenthood, 1939—1966, Esther Katz, Cathy Moran Hajo, Peter Engelman (Eds.), University of Illinois Press, 2010
- Работы Margaret Sanger в проекте «Гутенберг»
- The Margaret Sanger Papers at Smith College
- The Margaret Sanger Papers Project at New York University
- McElderry, Michael J. Margaret Sanger: A Register of Her Papers in the Library of Congress. Manuscript Division, Library of Congress (1976). Дата обращения: 30 марта 2009. Архивировано 3 апреля 2005 года.
- Correspondence between Sanger and McCormick, from The Pill documentary movie; supplementary material, PBS, American Experience (producers). online.